# Maria Alexandrovna
Maria Alexandrovna (ryska: Мари́я Алекса́ндровна), född 8 augusti 1824 i Darmstadt i Hessen, död 3 juni 1880 i Sankt Petersburg i Ryssland, var kejsarinna av Ryssland mellan 1855 och 1880, första fru och politisk rådgivare till tsar Alexander II.
Maria beskrivs som blyg och tillbakadragen och motvillig till att delta i representation, något som skadade hennes popularitet, och led av en svag hälsa som så småningom tvingade henne att spendera en del av året på hälsokurer utomlands. Hon hade initialt ett lyckligt förhållande med Alexander, och under de första tio åren av hans regeringstid hade hon också politiskt inflytande som hans rådgivare, och ska ha samarbetat med honom i både upphävandet av livegenskapen i Ryssland 1861, och utökandet av kvinnors rätt till utbildning i Ryssland. Efter en kris förorsakad av den äldste sonens död år 1865 gled paret isär, och Maria spelade inte längre någon större politisk roll. Maria ägnade sig åt en omfattande välgörenhet, och var en av grundarna till ryska Röda Korset. 

## Biografi

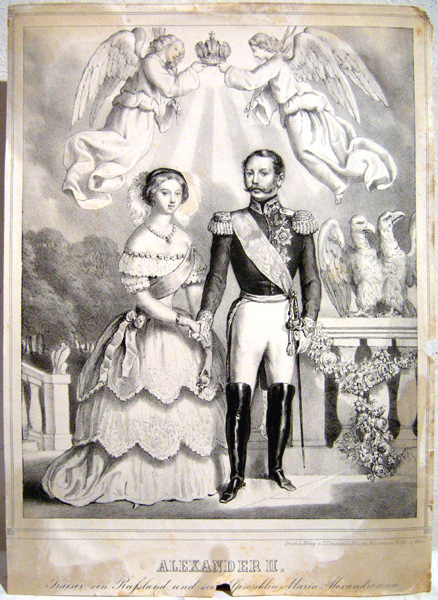
Bröllopsfoto.

Maria föddes i Darmstadt i Hessen som dotter till storhertig Ludvig II och dennes gemål Vilhelmina av Baden. I realiteten var hennes biologiske far troligen Ludvigs överhovstallmästare August von Senarclens, men hon erkändes av moderns make för att undvika en skandal. Hon och hennes mor levde sedan i Heiligenberg, separerade från hennes officiella far Ludvig II, som levde i det storhertigliga palatset i Darmstadt.
Då storfurst Alexander besökte hovet i Hessen i mars 1839, mötte han Maria vid ett besök på Operan och blev förälskad. Som medlem av familjen Hessen-Darmstadt ansågs hennes status fullt lämplig för att gifta in sig i tsarfamiljen, eftersom två tidigare tsaritsor hade kommit från just den dynastin, men i hennes personliga fall var Alexanders föräldrar skeptiska på grund av ryktet om att hon egentligen var utomäktenskaplig. Särskilt Alexanders mor kejsarinnan Alexandra Fjodorovna var skeptisk. 
Alexander talade dock om för sina föräldrar att han hellre avstod från tronen än från ett giftermål med Maria. Kejsarinnan Alexandra övertalades att besöka Darmstadt för att lära känna Maria, och sedan hon hade gjort det, fick hon ett så gott intryck av henne att hon ändrade åsikt och samtyckte till giftermålet.

### Kronprinsessa
I september 1840 kom Maria till Ryssland, där hon välkomnades av tsarfamiljen i St. Petersburg. I december samma år konverterade hon till den ortodoxa tron, döptes till Maria Alexandrovna och fick titeln kejserlig storhertiginna. Konverteringen följdes av den officiella trolovningen med Alexander, som ägde rum i Vinterpalatset i närvaro av hela tsarfamiljen, det ryska kejsarhovet och adeln och de utländska ambassadörerna. I april 1841 ägde slutligen bröllopet rum i kapellet i Vinterpalatset. 

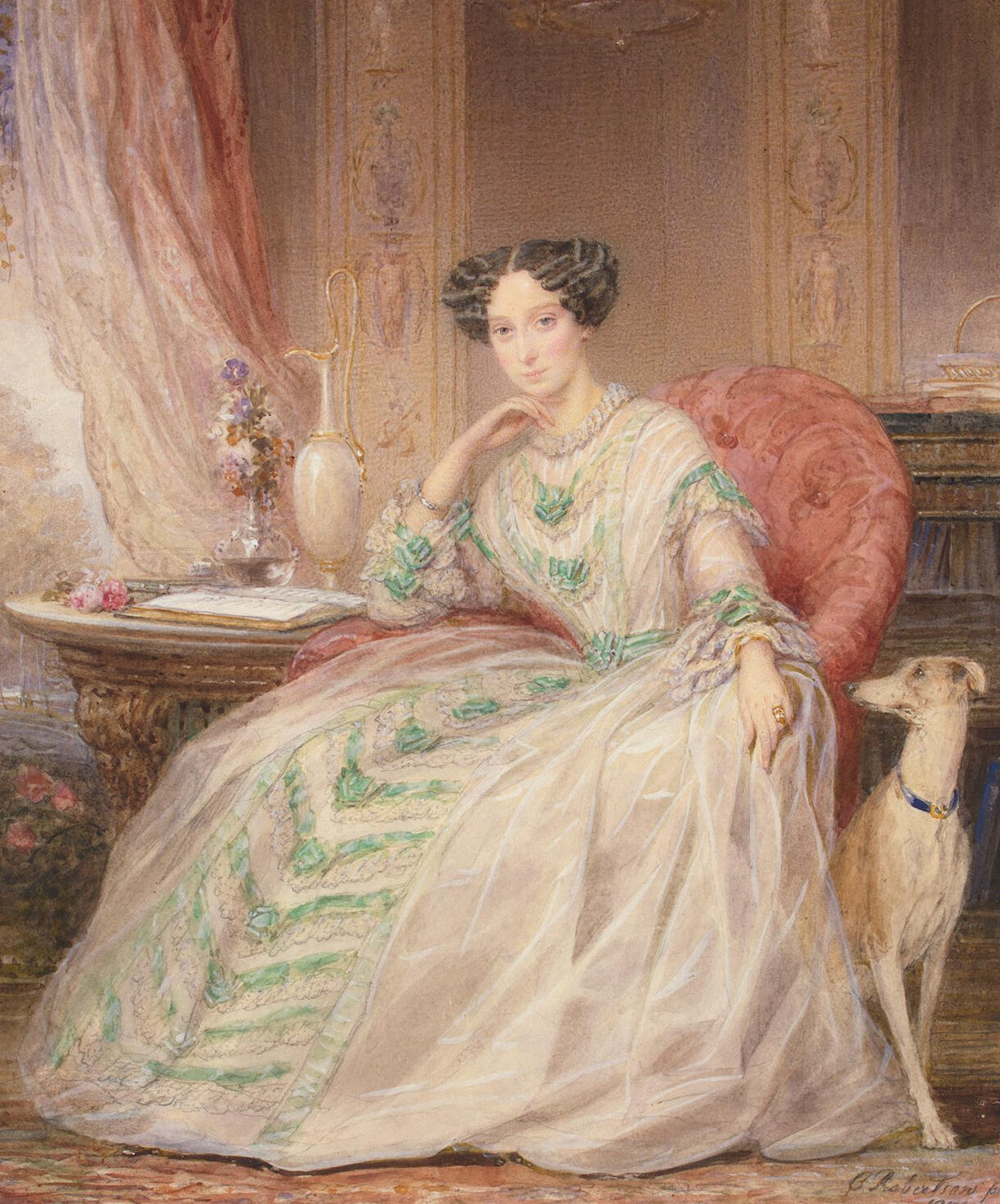
Maria Alexandrovna av C. Robertson (1850, Hermitaget).

Maria Alexandrovna var mycket av sina svärföräldrar, och hennes förhållande till Alexander var också gott. Däremot gjorde hon sig inte omtyckt vid det ryska hovet och societeten. I Hessen hade hon vuxit upp i avskildhet med sin mor i ett litet hushåll, och sällan fått någon erfarenhet av hovlivet. Hon var därför blyg och inte van vid sällskapsliv, utan föredrog ett stillsamt familjeliv i sin privata våning. Vid det ryska hovet förväntades hon i stället som kronprinsessa spela en av huvudrollerna i ett av Europas största hov, och alla baler och stora mottagningar hon enligt etiketten förväntades delta i var något hon upplevde som en stor prövning. Detta orsakade besvikelse och ogillande bland den ryska adeln.

### Kejsarinna
Maria Alexandrovna kröntes till kejsarinna av Ryssland i Moskva 26 augusti 1855. Under kröningen föll kronan av hennes huvud, något som tolkades som ett dåligt omen. 
Maria hade på grund av sin blyghet och tillbakadragna natur svårt att uppfylla den roll som förväntades i hennes ställning som kejsarinna. Hon uppfattade representationsplikter som tröttande, något som gjorde att hon betraktades som stel och otillgänglig, och hennes frånvaro i hovlivet fick kritik. 

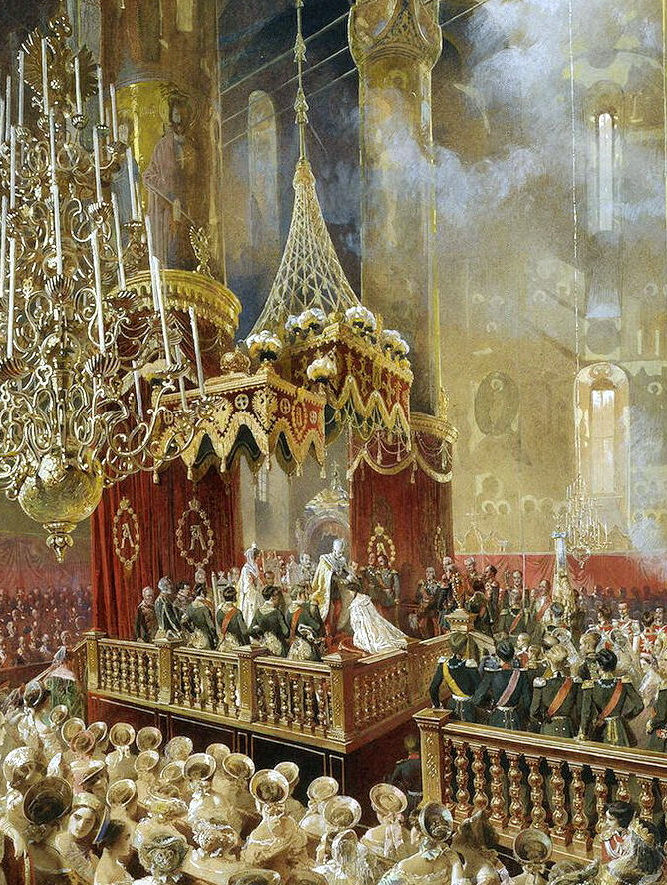
Marias kröning.

Som person beskrivs hon allmänt som blyg och skygg och som en reserverad person som var svår att komma nära, men också med en förmåga att visa stor vänlighet, uppmärksamhet och uppriktighet, och samtidigt som hennes brist på social begåvning ogillades, beundrades samtidigt vad som betecknads som en helgonlik natur. Hon var väl bildad i det kulturella livet, insatt och musiken och den senaste litteraturen.  
Hennes makes lärare Kavelin bekräftade hennes reservation genom sina ord: "Hennes avsikter och känslor var utan tvekan de bästa, men hennes tankar gjorde henne nervös, osäker, obeslutsam", och hennes svägerska storfurstinnan Olga sade: "Det fanns endast ett fåtal personer som har lyckats närma sig henne. I allmänhet ansågs hon ha ett stort hjärta och varmt känsloliv, men hennes leende var oftast sorgset." Hennes starka religiösa känslor väckte dock respekt trots hennes sociala svårigheter: 
"Hennes själv var uppriktigt religiös, men själen liksom dess kroppsliga skal verkade härstamma från medeltida målningar... storfurstinnan var en av dem som hör till klostret [...] Det vor en lämplig miljö för denna själ som, ren, koncentrerad, alltid strävar efter det gudomliga och heliga, men inte visste hur den skulle uttrycka sig med den varma och livliga respons som krävs för att ge och ta emot glädje från andra".
Krigsminister Dmitrij Miljutin sade om henne: "Hon inspirerade mig till en känsla av vördnadsfull respekt. Hon var en helig kvinna moraliskt men samtidigt med en hög intelligens och bildning". När det gäller hennes utseende sågs hon som ungdomlig och ganska vacker, om än för tunn, och hennes favorithovdam beskrev hennes utseende: 
"När jag först träffande storfurstinnan var hon redan 28 år gammal. Ändå såg hon mycket ung ut. Hela sitt liv har hon behållit denna unga utseende, så att det skulle kunna förväxlas med en kvinna på trettio till 40 år. Trots sin längd och slankhet, var hon så tunn och skör att hon inte gjorde ett intryck av skönhet vid första anblicken; men hon var mycket elegant, den mycket speciella grace, som kan hittas på gamla tyska målningar, som en Madonna av Albrecht Dürer."
Som privatperson umgicks hon i en liten vänkrets som lärde känna henne nära och uppskattade henne: bland dem fanns poeterna Pyotr Vyazemsky och Fjodor Tiuttjev, som tillägnade henne dikter, Vasilij Zjukovskij, Dmitrij Miljutin, Pjotr Kropotkin, hennes favorithovdam och gunstling Anna Tiuttjev och Leo Tolstojs faster Alexandra Tolstoy. Hon engagerade sig personligen i sina barns utbildning, beskrivs som en god pedagog och var den enda personen i tsarfamiljen som respekterades av hennes söners lärare DS Arsenyev. 
Som kejsarinna fick Maria Alexandrovna överta ordförandeskapet över en mängd välgörenhetsorganisationer, som av tradition sköttes av Ryssland kejsarinna och som skötte ett slags social hjälp genom kontor över hela Ryssland. Hon blev högsta ansvarig och beskyddare för fem sjukhus, 12 fattighus, 36 skyddsrum, två institut, 38 skolor, 156 lägre skolor och fem privata välgörenhetsorganisationer. Under 1850-talet utvidgades det ryska utbildningsväsendet till att även omfatta ett slags gymnasier med sekundärutbildning för kvinnor, och Maria engagerade sig i denna utveckling. När Röda korset bildades i Ryssland, blev hon dess första ordförande. Hon lade ut stora summor på välgörande projekt.
Maria Alexandrovna hade ett visst politiskt inflytande i en del frågor i alla fall under de första åren av makens regeringstid. Hon anses ha spelat en viktig roll för upphävandet av den ryska livegenskapen 1861. Enligt minister Peter Kropotkin, som ogillade nästan samtliga övriga medlemmar av tsarfamiljen, var hon delaktig i beslutet att befria de livegna 1861, och öppna gymnasier för kvinnor 1859, som hon också gav ett brett program och en demokratisk organisation. Hon sympatiserade med rysk intervention för sydslaverna, och under rysk-turkiska kriget (1877–1878) organiserade hon krigsjukvård med hjälp av ryska röda korset. Hon avstod från att utöka sina garderob medan kriget pågick och stödde krigets änkor, föräldralösa, sjuka och sårade ekonomiskt. Så sent som 1878 deltog hon i regeringsmöten med ministrarna. 
Förhållandet mellan Maria Alexandrovna och tsar Alexander II beskrivs som lyckligt under makens år som tronföljare, och under hans första år som monark beskrivs tsarens relation till henne fortfarande som nära. En viss förändring började göra sig märkbar under 1860-talet. Maria omgav sig med vänner, främst A. Bludov och A. Maltsev, som ogillade Alexander och gjorde henne kritisk mot hans åsikter, medan Alexander vid denna tid började vara otrogen. Parets åsikter kring religion, politik och barnuppfostran började skilja sig åt allt mer. Hennes svägerska Olga uppgav att hon, i likhet med många konvertiter, började bli allt mer strängt religiös med tiden och fokusera på de stränga och mörka sidorna av religionen, medan Alexander endast ägnade sig åt det ljusa i religionen och inte trivdes med Marias allt mer skuldtyngda syn på livet. Den slutliga brytningen mellan kejsarparet inträffade efter deras äldste son och tronarvinge Nikolajs död 12 april 1865. Maria tog hans död mycket hårt och ska aldrig helt ha återhämtat sig, enligt hennes svägerska Olga ska hon ha "dött internt och bara det yttre skalet levde vidare i ett mekaniskt liv" efter sonens död. 
Sonens död i kombination med makens otrohet och de många förlossningar hon hade genomgått innebar en svår påfrestning på hennes hälsa, som redan från början ska ha varit skör: hon led av hosta och feber som förvärrades av det ryska klimatet, och från denna tid tillbringade hon på läkares inrådan hösten och vintern på Krim, i Italien eller på franska rivieran för sin hälsas skull. Hon deltog på grund av detta ännu mindre än förut i hovlivet och de representativa plikterna, och dessa fick ofta övertas av hennes svärdotter. 
Från 1866 hade tsaren ett fast förhållande med furstinnan Jekaterina Dolgorukova, som 1870 blev hovdam och 1875 fick en bostad i Vinterpalatset, och fick flera barn med; han skulle komma att gifta sig med henne efter Marias död. Maria Alexandrovna visade aldrig offentligt något missnöje utan ska enligt uppgift ha varit fast besluten att visa förlåtelse. Hon oroades av den växande terrorismen och ska ha påverkats djupt av attentatsförsöket mot maken 1879. Under 1880 insjuknade hon i tuberkulos och undergick förgäves behandling i Cannes. Tsaren blev under denna tid häftigt kritiserad för att ha flyttat in med Dolgorukova i Tsarskoje Selo och bara ha besökt Maria i hennes sjukbädd en enda gång. Alexanders behandling av Maria under hennes sjukdom och förhållande med Dolgorukova gjorde att han kom i svår konflikt med sina barn. 
Länge sjuklig, avled Maria i lungtuberkulos i Vinterpalatset i Sankt Petersburg 1880. Bland den ryska allmänheten var hon populär på grund av sin religiositet och välgörenhet.

## Eftermäle
Mariehamn på Åland och Mariinskijteatern i Sankt Petersburg är uppkallade efter henne.

## Galleri

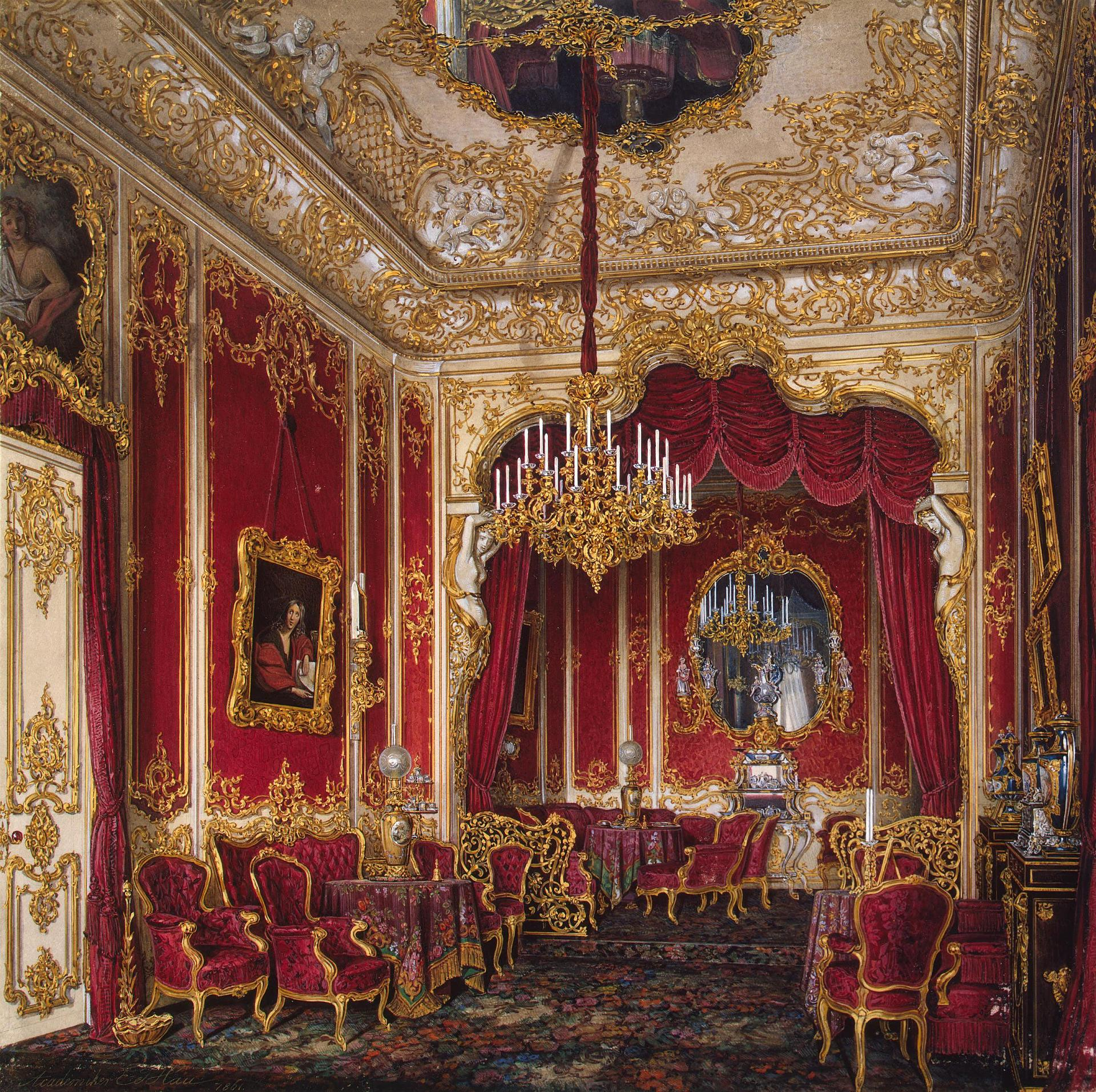
Marias budoar i Vinterpalatset.
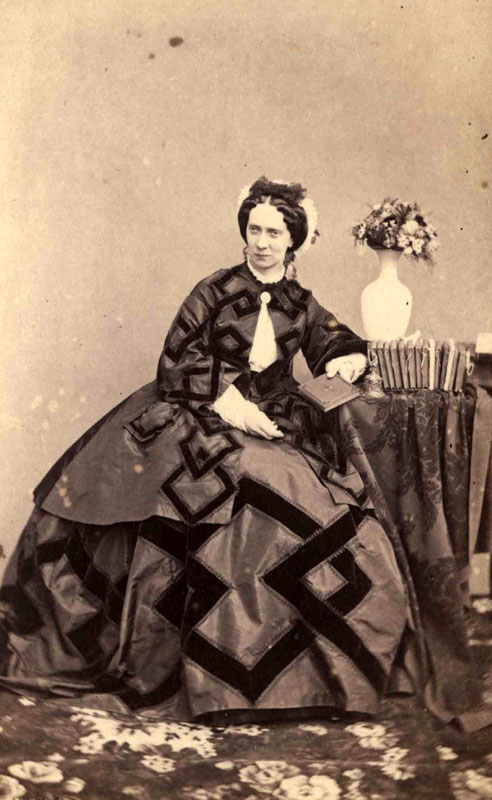
Maria Alexandrovna 1869

## Barn
1. Alexandra (1842–1849)
2. Nikolaj (1843–1865)
3. Alexander III (1845–1894), tsar av Ryssland 1881–1894; gift med Dagmar av Danmark
4. Vladimir  (1847–1909), gift med Marie av Mecklenburg-Schwerin
5. Aleksej (1850–1908), gift med Alexandra Zjukovskaja
6. Maria (1853–1920), gift med Alfred av Sachsen-Coburg-Gotha
7. Sergej  (1857–1905), gift med Elisabeth av Hessen
8. Pavel (1860–1919), gift första gången med Alexandra av Grekland och Danmark och andra gången med Olga Paley

## Anfäder
|                 |  |  |  |  |  |  |  |                     |  |  |  |  |  |  |  |                              |  |  |  |  |  |  |  | Ludvig IX av Hessen-Darmstadt                           |
|                 |  |  |  |  |  |  |  |                     |  |  |  |  |  |  |  |                              |  |  |  |  |  |  |  |                                                         |
|                 |  |  |  |  |  |  |  |                     |  |  |  |  |  |  |  | Ludvig X av Hessen-Darmstadt |  |  |  |  |  |  |  |                                                         |
|                 |  |  |  |  |  |  |  |                     |  |  |  |  |  |  |  |                              |  |  |  |  |  |  |  |                                                         |
|                 |  |  |  |  |  |  |  |                     |  |  |  |  |  |  |  |                              |  |  |  |  |  |  |  | Karolina av Birkenfeld-Zweibrücken                      |
|                 |  |  |  |  |  |  |  |                     |  |  |  |  |  |  |  |                              |  |  |  |  |  |  |  |                                                         |
|                 |  |  |  |  |  |  |  | Ludvig II av Hessen |  |  |  |  |  |  |  |                              |  |  |  |  |  |  |  |                                                         |
|                 |  |  |  |  |  |  |  |                     |  |  |  |  |  |  |  |                              |  |  |  |  |  |  |  |                                                         |
|                 |  |  |  |  |  |  |  |                     |  |  |  |  |  |  |  |                              |  |  |  |  |  |  |  | Georg Wilhelm av Hessen-Darmstadt                       |
|                 |  |  |  |  |  |  |  |                     |  |  |  |  |  |  |  |                              |  |  |  |  |  |  |  |                                                         |
|                 |  |  |  |  |  |  |  |                     |  |  |  |  |  |  |  | Louise av Hessen-Darmstadt   |  |  |  |  |  |  |  |                                                         |
|                 |  |  |  |  |  |  |  |                     |  |  |  |  |  |  |  |                              |  |  |  |  |  |  |  |                                                         |
|                 |  |  |  |  |  |  |  |                     |  |  |  |  |  |  |  |                              |  |  |  |  |  |  |  | Maria Louise Albertine av Leiningen-Dagsburg-Falkenburg |
|                 |  |  |  |  |  |  |  |                     |  |  |  |  |  |  |  |                              |  |  |  |  |  |  |  |                                                         |
| Maria av Hessen |  |  |  |  |  |  |  |                     |  |  |  |  |  |  |  |                              |  |  |  |  |  |  |  |                                                         |
|                 |  |  |  |  |  |  |  |                     |  |  |  |  |  |  |  |                              |  |  |  |  |  |  |  | Karl Fredrik av Baden                                   |
|                 |  |  |  |  |  |  |  |                     |  |  |  |  |  |  |  |                              |  |  |  |  |  |  |  |                                                         |
|                 |  |  |  |  |  |  |  |                     |  |  |  |  |  |  |  | Karl Ludvig av Baden         |  |  |  |  |  |  |  |                                                         |
|                 |  |  |  |  |  |  |  |                     |  |  |  |  |  |  |  |                              |  |  |  |  |  |  |  |                                                         |
|                 |  |  |  |  |  |  |  |                     |  |  |  |  |  |  |  |                              |  |  |  |  |  |  |  | Luise Caroline av Hessen-Darmstadt                      |
|                 |  |  |  |  |  |  |  |                     |  |  |  |  |  |  |  |                              |  |  |  |  |  |  |  |                                                         |
|                 |  |  |  |  |  |  |  | Wilhelmine av Baden |  |  |  |  |  |  |  |                              |  |  |  |  |  |  |  |                                                         |
|                 |  |  |  |  |  |  |  |                     |  |  |  |  |  |  |  |                              |  |  |  |  |  |  |  |                                                         |
|                 |  |  |  |  |  |  |  |                     |  |  |  |  |  |  |  |                              |  |  |  |  |  |  |  | Ludvig IX av Hessen-Darmstadt                           |
|                 |  |  |  |  |  |  |  |                     |  |  |  |  |  |  |  |                              |  |  |  |  |  |  |  |                                                         |
|                 |  |  |  |  |  |  |  |                     |  |  |  |  |  |  |  | Amalia av Hessen-Darmstadt   |  |  |  |  |  |  |  |                                                         |
|                 |  |  |  |  |  |  |  |                     |  |  |  |  |  |  |  |                              |  |  |  |  |  |  |  |                                                         |
|                 |  |  |  |  |  |  |  |                     |  |  |  |  |  |  |  |                              |  |  |  |  |  |  |  | Karolina av Birkenfeld-Zweibrücken                      |
|                 |  |  |  |  |  |  |  |                     |  |  |  |  |  |  |  |                              |  |  |  |  |  |  |  |                                                         |